# Baldassarre Galli della Mantica
Baldassarre Galli della Mantica, o anche Galli di Mantica (Cherasco, 1º novembre 1815 – Cherasco, 15 giugno 1870), è stato un ammiraglio italiano.

## Biografia

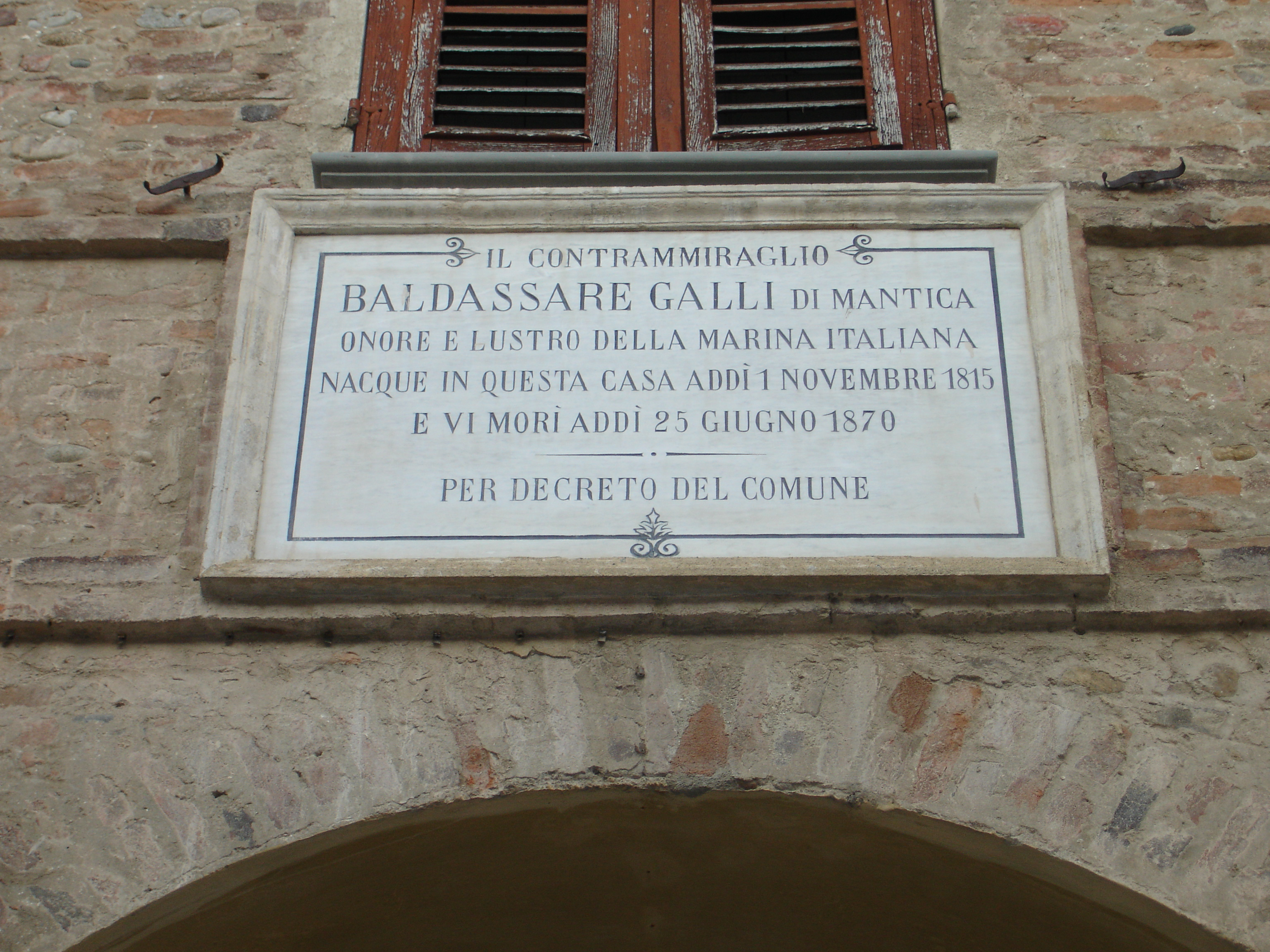
Targa apposta dal comune di Cherasco sul palazzo Conti Galli della Mantica.

Nacque presso il palazzo Conti Galli della Mantica a Cherasco, nel Regno di Sardegna, il 1º novembre 1815 come secondogenito di Agostino Galli della Mantica, conte della Mantica, e Luisa Vassallo, figlia del conte di Castiglione Falletto Giuseppe Maria Ignazio Baldassarre Vassallo, in una famiglia della nobiltà piemontese. Ebbe un fratello maggiore, Felice, e sette fratelli minori: Teresa Emma, Giuseppe, Ferdinando Filippo Luigi Marcelliano, Demetrio, Carlo, Edoardo Gustavo Callisto e Casimiro.
Fu attratto in giovane età dalla vita in marina e si iscrisse nel 1828 presso la Regia Scuola di Marina di Genova, uscendone nel 1833 come guardiamarina della Marina sabauda. Promosso sottotenente di vascello nel 1838 e poi luogotenente di vascello nel 1841, partecipò alla prima guerra d'indipendenza sulla corvetta Aurora, impegnata nel mare Adriatico contro la marina austriaca. Dopo la promozione a capitano di fregata nel 1852, fu assegnato al comando della fregata Des Geneys per trasportare rifornimenti per la guerra di Crimea e nel 1858 fu inoltre al comando del brigantino Colombo. Promosso capitano di vascello, fu inviato nel Regno Unito per curare la costruzione della fregata Carlo Alberto presso Newcastle upon Tyne.
Dopo la promozione a capitano di vascello, fu posto al comando della Carlo Alberto, che guidò durante l'assedio di Ancona del 1860. Per le sue gesta durante l'assedio, fu insignito della Medaglia d'oro al valor militare e fu promosso al grado di contrammiraglio, venendo nominato membro del Consiglio dell'Ammiragliato oltre che di una commissione (composta anche da Gioacchino Boyl e Francesco Serra Cassano) per valutare le trattative sull'utilizzo da parte della Marina sabauda dei cantieri navali statunitensi. Prese parte anche all'assedio di Gaeta ma poco tempo dopo, dietro sua stessa richiesta, si ritirò a vita privata dedicandosi a studi di astronomia.
Morì a Cherasco il 15 giugno 1870.
Il comune di Cherasco ha posizionato una targa in sua memoria presso il palazzo Conti Galli della Mantica mentre il comune di Roma gli ha dedicato nel 1951 una strada nel quartiere Lido di Ostia Levante (Ostia).